# مستحرات
مستحرات (بالإنجليزية: Thermus)‏ هي جنس من البكتيريا، سلبية الغرام.